# El Cabellal, Tecolutla
El Cabellal är en ort i Mexiko.   Den ligger i kommunen Tecolutla och delstaten Veracruz, i den sydöstra delen av landet, 240 km nordost om huvudstaden Mexico City. El Cabellal ligger 55 meter över havet och antalet invånare är 101.
Terrängen runt El Cabellal är lite kuperad. Runt El Cabellal är det ganska tätbefolkat, med 179 invånare per kvadratkilometer. Närmaste större samhälle är Papantla de Olarte, 19,4 km sydväst om El Cabellal. Omgivningarna runt El Cabellal är en mosaik av jordbruksmark och naturlig växtlighet.